# Puteaux
Puteaux [pyto] ist eine französische Stadt mit 44.198 Einwohnern (Stand 1. Januar 2022), westlich von Paris am linken Seine-Ufer gelegen. Die Einwohner werden Putéoliens genannt.

## Bürgermeister
- 1945–1947: Jean Nennig
- 1947–1948: Roger Deniau
- 1948–1969: Georges Dardel (SFIO)
- 1969–2004: Charles Ceccaldi-Raynaud (RPR/UMP)
- Seit April 2004: Joëlle Ceccaldi-Raynaud (UMP)

## Sehenswürdigkeiten

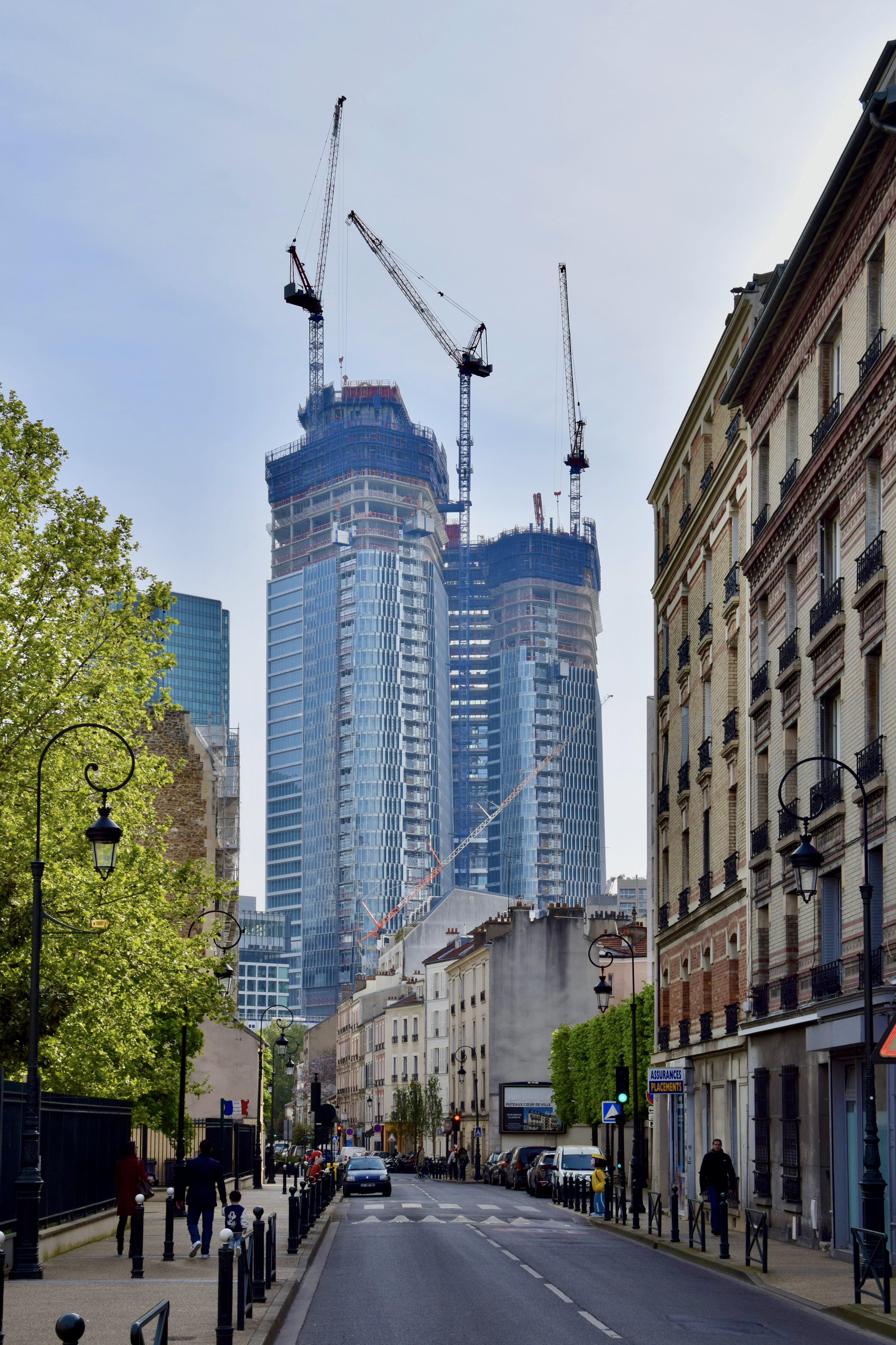
Altstadt und Neubauten in Puteaux (April 2024)

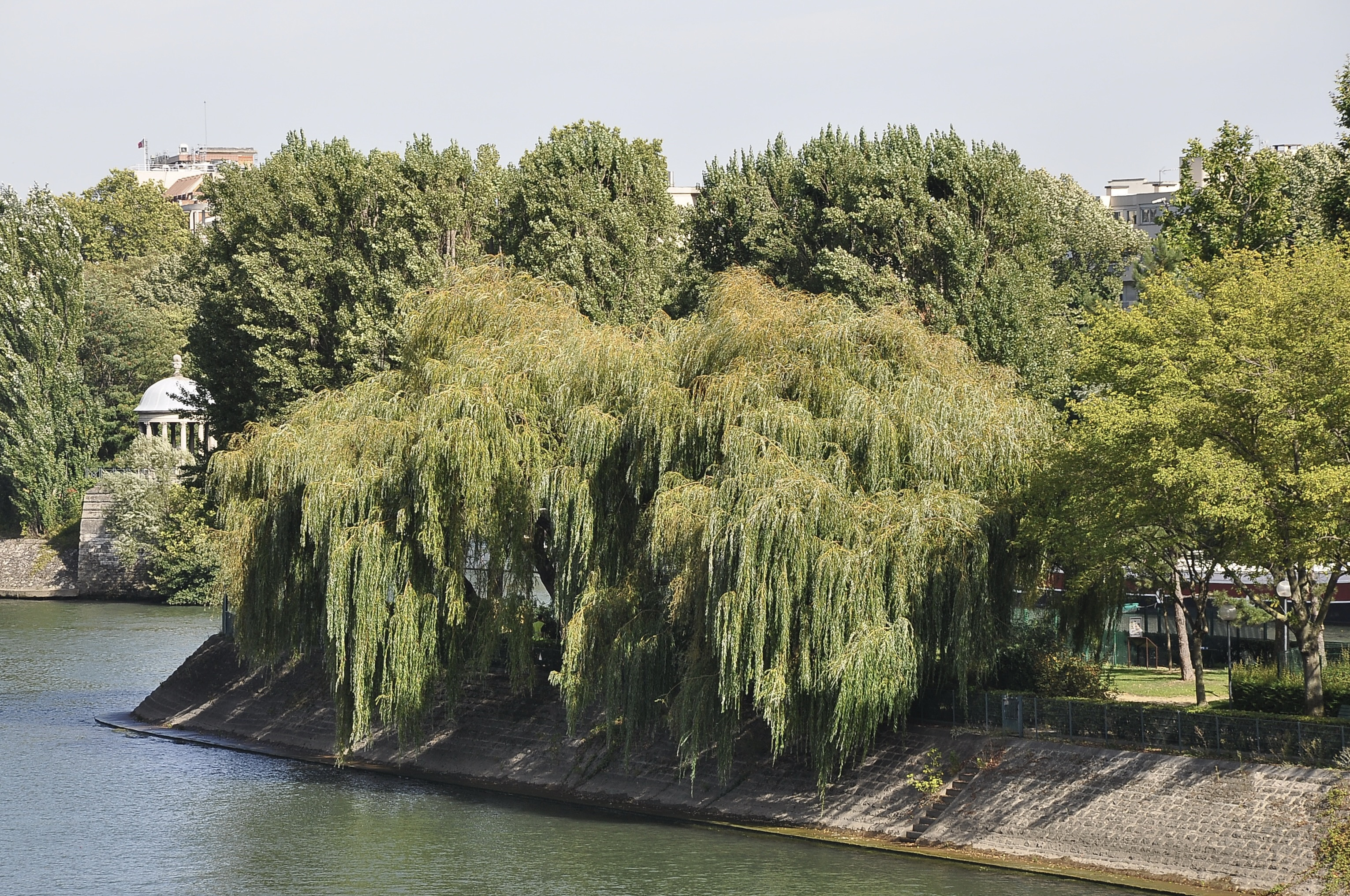
Île de Puteaux

Der Schatz von Puteaux besteht aus 120 gallischen Münzen, die 1950 entdeckt wurden. Die meisten sind Statere vom Stamm der Parisii.
Die Alte Pfarrkirche Notre-Dame-de-Pitié mit Bleiglasfenstern stammt aus dem 16. Jahrhundert.
Die Stadt hat eine gut erhaltene Altstadt mit typisch französischem Flair. La Défense, das bedeutende Städtebauprojekt im Westen von Paris und eines der größten Einkaufs- und Geschäftszentren Europas, befindet sich überwiegend auf dem Gemeindegebiet von Puteaux (der Rest liegt im Verwaltungsgebiet der beiden anderen Pariser Vorstädte Courbevoie und Nanterre; die zentralen Einrichtungen von La Défense, der CNIT und der Arche de la Défense, befinden sich aber in Puteaux).
Sehenswert ist auch das Naherholungsgebiet auf der Île de Puteaux, einer ehemals der Bankiersfamilie Rothschild gehörenden (daher früher auch L’île Rothschild genannten) großen Seine-Insel, in dem sich heute zahlreiche Kultur- und Sporteinrichtungen und ein Rosenpark befinden.

## Wirtschaft
Die Stadt Puteaux hat eine lange industrielle Tradition, vor allem im Bereich Automobil- (Firma De Dion-Bouton) und Flugzeugbau. Der IT- und Telekommunikationsdienstleister Solutions 30 wurde hier gegründet und die internationale Werbeagentur Havas, der Versorgungskonzern Eranove sowie der Energieversorger Albioma haben ihren Hauptsitz in Puteaux. Bis 2018 hatte Toshiba TEC France Imaging Systems SA ihren Sitz in Puteaux.

## Partnerschaften

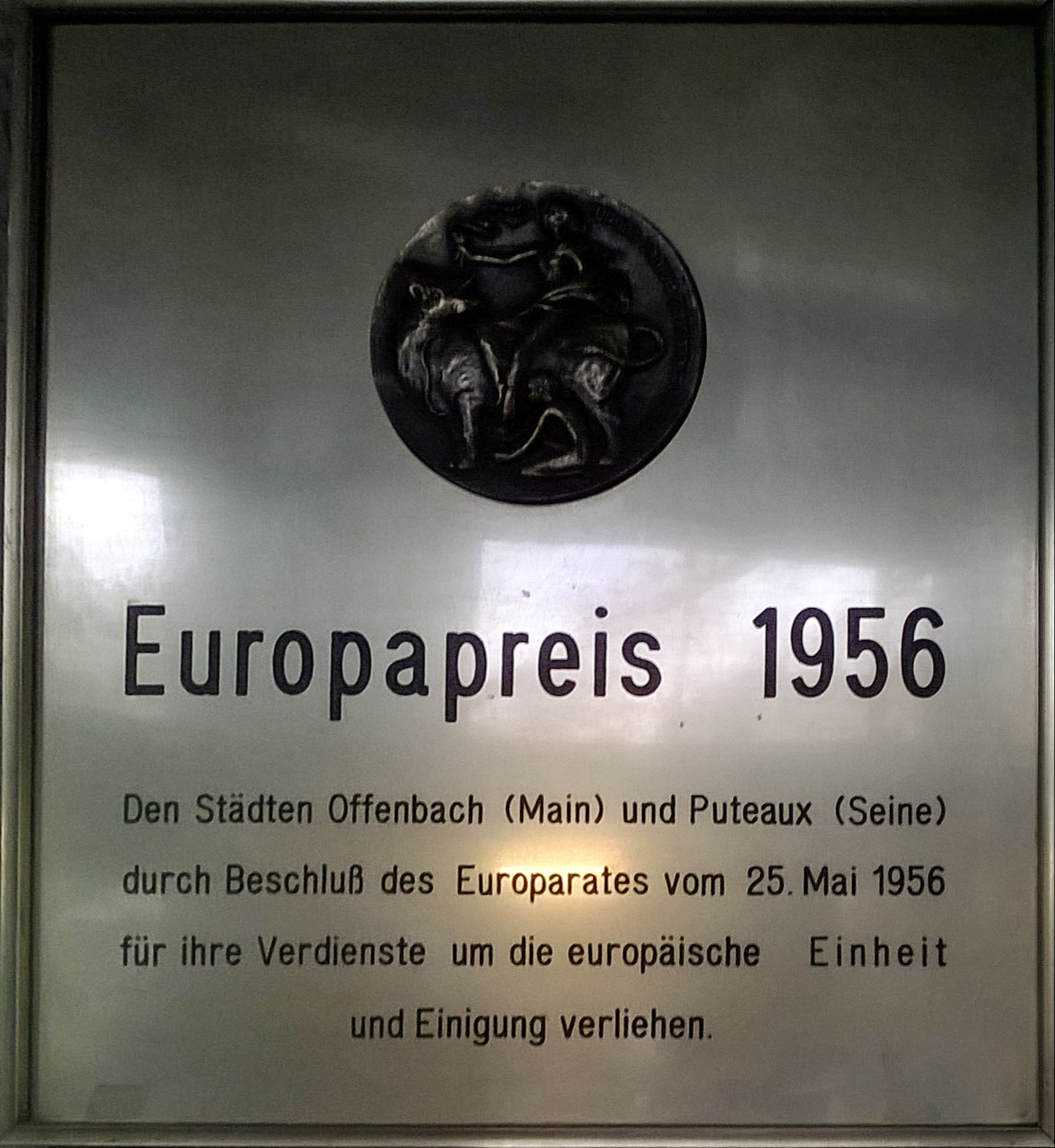
Plakette Europapreis 1956

Puteaux ist ein Pionier der Städtepartnerschaften. Erste Bande hin zu einer Partnerschaft entwickelten sich 1952 in Form von Jugend- und Sportbegegnungen zur deutschen Stadt Offenbach am Main. 1955 ließ sich das in einer offiziellen Verschwisterung feierlich verfestigen. Als erste Städte überhaupt erhielten Offenbach und Puteaux hierfür den Europapreis des Europäischen Parlaments in Straßburg.
Puteaux unterhält Städtepartnerschaften mit zehn Gemeinden (Stand: Juli 2016):
- Offenbach am Main, Deutschland (seit 1955)
- Esch-sur-Alzette, Luxemburg (seit 1956)
- Mödling, Österreich (seit 1956)
- Zemun, Serbien (seit 1956)
- Velletri, Italien (seit 1958)
- Gan Yavné, Israel (seit 1972)
- Kati, Mali (seit 1985)
- Braga, Portugal (seit 2001)
- Opočno, Tschechien (seit 2008)
- Tanger, Marokko (seit 2014)

## Söhne und Töchter der Stadt
- Jean-Jacques Olivier (1877–1954), Schriftsteller
- André Auffray (1884–1953), Bahnradrennfahrer und Olympiasieger
- Jean Ducret (1887–1975), Fußballspieler
- Maurice Schilles (1888–1957), Bahnradrennfahrer und Olympiasieger
- Paul Wartel (1903–1976), Fußballspieler und -trainer
- Raymonde Tillon (1915–2016), Politikerin (PCF)
- Jean Barraqué (1928–1973), Komponist
- Marcel Delattre (* 1939), Radrennfahrer
- Warda al-Dschaza'iriya (1939–2012), algerische Sängerin
- Alain Dupontreue (* 1948), Radrennfahrer
- Alain Mosconi (* 1949), Schwimmer
- Emmanuelle Devos (* 1964), Schauspielerin
- Thierry Maillard (* 1966), Jazzmusiker
- Yannick Alléno (* 1968), Koch
- Géraldine Nakache (* 1980), Schauspielerin, Filmregisseurin und Drehbuchautorin